# Индыгойское сельское поселение
Индыгойское сельское поселение — муниципальное образование в составе Лебяжского района Кировской области России, существовавшее в 2006 — 2012 годах.
Центр — деревня Индыгойка.

## История
Индыгойское сельское поселение образовано 1 января 2006 года согласно Закону Кировской области от 07.12.2004 № 284-ЗО.
Законом Кировской области от 28 апреля 2012 года № 141-ЗО поселение было упразднено, все населённые пункты переданы в состав Лажского сельского поселения.

## Состав
В состав поселения входили 6 населённых пунктов:
- деревня Индыгойка
- деревня Большие Гари
- деревня Кужнур
- деревня Лазари
- деревня Пирогово
- деревня Шайтаны